# Lycomorpha deserta
Lycomorpha deserta là một loài bướm đêm thuộc phân họ Arctiinae, họ Erebidae.